# ドラえもん、母になる〜大山のぶ代物語〜
『ドラえもん、母になる〜大山のぶ代物語〜』（ドラえもん、ははになる おおやまのぶよものがたり）は2015年12月13日22:00-23:00に、NHK BSプレミアム「プレミアムドラマ」で単発放送されたテレビドラマ。

## 概要
本作は、声優の大山のぶ代の半生を描いた伝記作品である。大山は、藤子・F・不二雄の代表的作品の2度目となるテレビアニメ版『ドラえもん』の主人公・ドラえもんの声を、1979年の放映開始から2005年まで担当した。
ドラマでは、大山が『ドラえもん』を通して子供たちに夢と希望を与えた生きかたと、そのはざまで揺れ動いた葛藤を描いている。劇中には、大山の自伝作品『ぼく、ドラえもんでした 涙と笑いの26年うちあけ話』（小学館、2006年、ISBN 978-4-0938-7654-4）の一節を紹介している。最初の制作発表当初のNHK・各種スポーツ紙・テレビ誌等のタイトル発表では、『ずっと一緒だよ 〜声優・大山のぶ代物語〜（仮題）』とされていた。
劇中音楽のほとんどのはオリジナルだが、『ドラえもん』の作中音楽（菊池俊輔作曲）も主に座談会パートで使用され、「ドラえもんのうた」もドラマオリジナルのインストバージョンが流れた。

## 出演

### ドラマパート
- 大山のぶ代（ドラえもん役） - 鈴木砂羽[1][2]
- 砂川啓介 - 豊原功補
- 小原乃梨子（のび太役） - 猫背椿
- 野村道子（しずか役） - 田中美里
- たてかべ和也（ジャイアン役） - 小川直也
- 肝付兼太（スネ夫役） - 鈴木拓（ドランクドラゴン）
- 大林（大山のマネージャー） - 小林きな子
- 橋本浩二（プロデューサー） - 池田鉄洋
- 森田ガンツ、松田北斗、上田弦、山口俊樹
- ナレーション - 小原乃梨子

### 座談会パート出演
- 小原乃梨子 (元野比のび太役)
- 肝付兼太 (元スネ夫役)
- 野村道子 (元しずかちゃん役)
- 別紙壮一（アニメプロデューサー）

### インタビューパート出演
- 砂川啓介

## スタッフ
- 資料提供 - 小学館、マガジンハウス、堀隆弘、秋山庄太郎写真芸術館
- 参考資料 - 大山のぶ代「ぼく、ドラえもんでした。」 / 「私のおもしろ人生」 / 砂川啓介「カミさんはドラえもん」
- 演出 - 牟田口わか菜（テレビマンユニオン）
- ディレクター - 石井永二（テレビマンユニオン）
- 取材 - 黒川優珠、松倉大夏
- 制作統括 - 千葉聡史、高城朝子
- 制作著作 - NHK、テレビマンユニオン